# İshak Doğan
İshak Doğan (Hagen, 9 agosto 1990) è un calciatore tedesco naturalizzato turco, difensore dello Sprockhövel.

## Carriera

### Club
Dopo aver giocato in Germania con il Wattenscheid e la squadra riserve dell'Arminia Bielefeld, nel 2010 si trasferisce in Turchia, giocando dapprima con l'Ankaragücü e quindi con Karabükspor, Trabzonspor ed Eskişehirspor.

### Nazionale
Ha esordito in Nazionale il 15 novembre 2013 nell'amichevole vinta per 1-0 sull'Irlanda del Nord.